# Rogue Steady Orchestra
Das Rogue Steady Orchestra ist eine 2001 gegründete Ska-Band aus Göttingen.

## Bandgeschichte
2001 fanden sich in Göttingen Mitglieder der kurz vorher auseinandergegangenen Ska-Punk-Formationen Ex-Maquina und Spealer, sowie Turboköter GTI und Katzenstreik zusammen, um ein neues Ska-Projekt zu gründen. Das zuerst nur für ein Jahr geplante Projekt wurde nach einem ersten selbstproduzierten Album und ein paar Live-Konzerten dann zu einer dauerhaft bestehenden Band.
Bereits 2004 begannen die ersten Aufnahmen für die zweite Platte und wurden 2005 vollendet. Das daraus entstandene Album Fehlstaat wurde beim Göttinger Label „Fire and Flames“ veröffentlicht.
Nach mehreren Touren durch Deutschland sowie Abstechern nach Frankreich, Österreich und in die Schweiz ging die Band Ende 2007 wieder ins Studio, um ihren dritten Longplayer Ein Drittel Angst, zwei Drittel Wut einzuspielen, welcher mittlerweile vom Karlsruher Label Twisted Chords herausgebracht wurde und bei dem die Band auf zwei Tracks vom Mannheimer Resistance-Rapper Chaoze One unterstützt wird.
Im September 2011 erschien ebenfalls bei Twisted Chords das vierte Album Liveticker zum Aufstand.

## Stil
Musikalisch bewegt sich das zurzeit neunköpfige Ensemble vom Ska ausgehend immer mal wieder in Richtung Punk, Reggae und Swing. Die fast durchgängig deutschsprachigen Texte behandeln kritisch Themen wie Neofaschismus, Krieg, Kapitalismus, Sexismus, Polizei- und Überwachungsstaat und weitere verwandte Themen.

## Diskografie
- 2002: Wer nicht für uns ist, ist gegen uns (DIY)
- 2005: Fehlstaat (Fire and Flames Music)
- 2008: Ein Drittel Angst, zwei Drittel Wut (Twisted Chords)
- 2011: Liveticker zum Aufstand (Twisted Chords)
- 2020: Abschaumparty